# 平田耿二
平田 耿二（ひらた こうじ、1936年10月8日 - 2014年6月4日）は、日本の歴史学者。専門は日本古代政治史。上智大学名誉教授。
古代史の戸籍について研究した。

## 略歴
- 1936年 - 熊本市生まれ。
- 1959年 - 熊本大学文学部国史学卒。
- 1961年 - 東北大学大学院文学研究科国史学修士課程修了。高崎経済大学助手。
- 1963年 - 専任講師。
- 1967年 - 助教授。
- 1971年 - 上智大学文学部助教授。
- 1978年 - 教授。
- 2006年 - 定年、名誉教授。
- 2014年6月4日 - 急性硬膜下出血のため死去。77歳没。

## 著書
- 『日本古代籍帳制度論』吉川弘文館 1986
- 『消された政治家菅原道真』文春新書 2000

### 共編・編
- 『世界人名辞典 日本編』新版　佐藤直助共編 東京堂出版 1973
- 『古代日本研究文献総合目録 明治元年(1868)～平成10年(1998)3月』編 勉誠出版 1998

### 記念論文集
- 平田耿二教授還暦記念論文集編集委員会編『歴史における史料の発見--あたらしい"読み"へむけて』同委員会発行　1997年

## 参考
- 平田耿二先生履歴および研究業績 (平田耿二先生退職記念号) 上智史学 2006-11
- 『現代日本人名録』2002年